# Frank Stefani

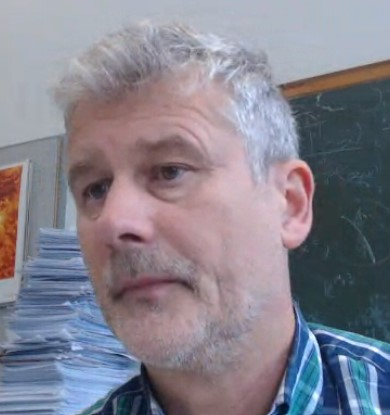
Frank Stefani

Frank Stefani (* 1962 in der Oberlausitz, DDR) ist ein deutscher Physiker.
Stefani studierte ab 1983 Physik an der Technischen Universität Dresden mit dem Diplom 1988 über die Zustandsdichte eines dreidimensionalen ungeordneten Systems in einem starken Magnetfeld. Danach war er an der Universität Leipzig, an der er 1994 bei Wolfgang Weller promoviert wurde (Dissertation: A new field-theorerical approach to disordered systems: the g-field-technique). 1994 bis 1996 war er am Institut für Angewandte Geodäsie in Leipzig und ab 1996 am Forschungszentrum Dresden-Rossendorf.
Anfangs befasste er sich theoretisch mit Quantenfeldtheorie ungeordneter Systeme. Als Geophysiker befasste er sich mit Radar-Höhenvermessung des antarktischen Eisschildes und mit Geoid-Bestimmung. Später befasste er sich mit Magnetohydrodynamik und Dynamo-Experimenten geladener metallischer Flüssigkeiten (theoretisch und experimentell). Außerdem befasste er sich mit dem inversen Problem der Geschwindigkeitsrekonstruktion geladener Flüssigkeiten aus der Messung der Magnetfelder.
2008 erhielt er mit Günther Rüdiger den Wissenschaftspreis: Gesellschaft braucht Wissenschaft für den experimentellen Nachweis der Magnetorotationsinstabilität (MRI) im PROMISE Experiment (Potsdam ROssendorf Magnetic InStability Experiment). Sie spielt eine wichtige Rolle in der Entstehung von magnetischer Turbulenz in Akkretionsscheiben, was die Bildung kompakter Objekte wie Schwarze Löcher oder Protosterne ermöglicht. Danach untersuchte er auch nicht-achsensymmetrische Magnetorotations-Instabilitäten zum Beispiel bei azimuthalem Magnetfeld.

## Schriften (Auswahl)
- mit A. Gailitis u. a.: Detection of a flow induced magnetic field eigenmode in the Riga dynamo facility, Phys. Rev. Lett., Band 84, 2000, S. 4365
- mit A. Gailitis u. a.: Magnetic field saturation in the Riga dynamo experiment, Phys. Rev. Lett., Band 86, 2001, S. 3024
- mit Agris Gailitis, Olgerts Lielausis, Ernests Platacis, Gunter Gerbeth: Colloquium: Laboratory experiments on hydromagnetic dynamos, Reviews of Modern Physics, Band 74, 2002, S. 973
- mit M. Seilmayer, G. Rüdiger u. a.: Experimental Evidence for Nonaxisymmetric Magnetorotational Instability in a Rotating Liquid Metal Exposed to an Azimuthal Magnetic Field, Phys. Rev. Lett., Band 113, 2014, S. 024505
- mit Oleg Kirillov: Extending the Range of the Inductionless Magnetorotational Instability, Phys. Rev. Lett., Band 111, 2013, S. 061103
- mit G. Rüdiger u. a.: Experimental Evidence for Magnetorotational Instability in a Taylor-Couette Flow under the Influence of a Helical Magnetic Field, Phys. Rev. Lett., Band 97, 2006, S. 184502
- mit Thomas Gundrum, Gunter Gerbeth: Contactless inductive flow tomography, Phys. Rev. E, Band 70, 2004, S. 056306